# Szkoła Podstawowa im. bł. ks. Jana Balickiego w Ujeznej
Szkoła Podstawowa im. bł. ks. Jana Balickiego w Ujeznej – szkoła o charakterze podstawowym w Ujeznej.

## Historia
Początki szkolnictwa w Ujeznej według miejscowej tradycji rozpoczęły się w 1893 roku, w którym wybudowano wspólny budynek dla szkoły i sklepu „Towarzystwa Spożywczego”. W 1912 roku oddano do użytku murowany budynek szkolny, a w 1910 roku kierownik Józef Piątkowski utworzył Teatr Włościański. 
Przydatnym źródłem archiwalnym do poznawania historii szkolnictwa w Galicji są austriackie Szematyzmy Galicji i Lodomerii, które podają wykaz szkół, wraz z nazwiskami ich nauczycieli. Początkowo szkoła była 1-klasowa, a od 1912 roku szkoła była 2-klasowa. Od 1907 roku szkoła posiadała nauczycieli pomocniczych, którymi byli: Franciszek Hypta (1907–1908), Honorata Malcówna (1908–1910), Jan Bojanowski (1910–1911), Stefania Majewska (1911–1912), Aniela z Domigiewiczów Kinshuberowa (1912–1914?).
17 czerwca 1914 roku odbyło się poświęcenie szkoły. W roku szkolnym 1914/1915 czasowo nauka została przerwana, a w szkole była kwatera i szpital polowy wojsk austro-węgierskich. W czerwcu 1927 roku szkołę odwiedził bp Anatol Nowak. 
W 1959 roku podjęto decyzję o budowie nowej szkoły, ponieważ wynajmowano lokale w domach prywatnych, ale budowy nie udało się rozpocząć z powodu braku działki. Od 1975 roku nauka odbywała się w Wiejskim Domu Kultury i pozyskano nowe pomieszczenia w starym budynku szkolnym. W latach 1990–1993 nauka przedszkola i klas I–III odbywała się na plebanii. 26 listopada 1993 roku szkołę odwiedził bp Stefan Moskwa. 
W 1994 roku ponownie podjęto decyzję o budowie nowej szkoły, a 6 maja 1998 roku abp Józef Michalik poświęcił plac pod budowę. W 1999 roku na mocy reformy oświaty zorganizowano 6-letnią szkołę podstawową, a starsi uczniowie kontynuowali naukę w gimnazjum w Rozborzu. 9 czerwca 2003 roku szkoła otrzymała imię bł. Jana Balickiego. W 2006 roku oddano do użytku obecny budynek szkolny. W 2007 roku w Ujeznej utworzono gimnazjum. 1 lutego 2008 roku obie szkoły połączono w Zespół Szkół. W 2017 roku na mocy reformy oświaty przywrócono 8-letnią szkołę podstawową.
Kierownicy szkoły:
1898–1904. Krystyna Modelska.
1904–1905. Józef Molewicz.
1905–1908. Maria Janasówna.
1908–1909. Jakub Stafiej.
1909–1912. Józef Piątkowski.
1912–1914(?). Leopold Kinshuber.
1921(?)–1937. Władysława Czerwińska.

## Znani absolwenci
- Edward Perykasza – prof. inż, urzędnik kolejowy.